# Campionat del Món d'esquí alpí de 1933
El Campionat del Món d'esquí alpí de 1933 va ser la tercera edició del Campionat del Món d'esquí alpí. Foren organitzats per la Federació Internacional d'Esquí (FIS). Es va celebrar del 6 al 10 de febrer a Innsbruck, Àustria. Es van disputar proves de descens, eslàlom i combinada, en categoria masculina i femenina.

## Resultats

### Proves masculines
| Prova     | Or            | Plata             | Bronze       |
| Descens   | Walter Prager | David Zogg        | Hans Hauser  |
| Eslàlom   | Anton Seelos  | Gustav Lantschner | Fritz Steuri |
| Combinada | Anton Seelos  | Fritz Steuri      | Otto Furrer  |

### Proves femenines
| Prova     | Or                     | Plata             | Bronze           |
| Descens   | Inge Wersin-Lantschner | Nini von Arx-Zogg | Gerda Paumgarten |
| Eslàlom   | Inge Wersin-Lantschner | Helena Boughton   | Helena Zingg     |
| Combinada | Inge Wersin-Lantschner | Gerda Paumgarten  | Jeanette Kessler |

## Medaller
País amfitrió 
| Posició | País       | Or | Plata | Bronze | Total |
| 1       | Àustria    | 5  | 2     | 2      | 9     |
| 2       | Suïssa     | 1  | 3     | 3      | 7     |
| 3       | Regne Unit | 0  | 1     | 1      | 2     |
| Total   | Total      | 6  | 6     | 6      | 18    |